# Rohan Pethiyagoda
Rohan Pethiyagoda est un herpétologiste et taxonomiste srilankais spécialiste des amphibiens.
Bien qu'environ 95 % de la forêt humide de son pays ait disparu en moins d'un siècle, ainsi que bon nombre d'espèces décrites au XIXe siècle, Rohan Pethiyagoda était persuadé que le Sri Lanka abritait encore de nombreuses espèces inconnues. Il a commencé à les recenser dans les années 1990, d'abord à partir de ses fonds personnels. Ainsi, l'étude de plus de 1000 spécimens a permis de définir plus de 200 spécimens susceptibles d'être de nouvelles espèces sur des bases anatomiques, réduits ensuite à 120 sur la base d'études génétiques.
Il reçoit un prix Rolex en 2009 et la médaille Linnéenne en 2022.